# تشعب نهري

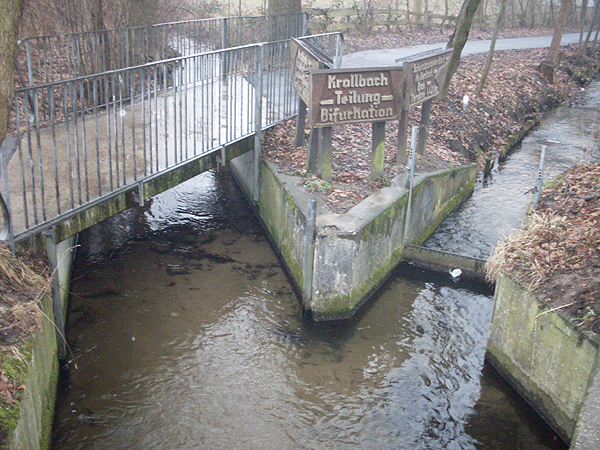

التشعب النهري هو زيادة تدفق النهر في المجرى المائي، مما يؤدي لانقسام المجرى إلى ى اثنان أو أكثر من التيارات المائية وتسمى "بالتوزيعات المائية"، والتي تستمر في اتجاه المجرى النهري، وتتشكل بعض الانهر من شبكات معقده من الروافد، وتتواجد معظم التشعبات النهرية في مناطق الدلتا، من إحدى ظواهر التشعب النهري، الجزيرة النهرية: وهي اندماج التشعبات النهرية مع بعضها البعض لتشكل جزيرة.

## أنواع التشعب النهري
يوجد نوعين من التشعب النهري:
- تشعب نهري مؤقت
- تشعب نهري شبه دائم

صُنفت اعتمادا على قوة المواد التي تُفصل على سبيل المثال: إذا كان هنالك جزر من التراب أو الطين فإن الدلتا ستكون مؤقتة، وإذا كان هناك حاجز صخري فإن التشعب سيكون دائم.

## أمثلة
بحر يوسف هي قناة موجودة بجانب الغربي من نهر النيل وتصب في بركة قارون، وهو بحر داخلي تشكل من تشعبات الانهار الطبيعية الناتجة من عوامل مياه الفيضانات وقد زاد التدفق من خلال القناة (حوالي 1900 قبل الميلاد)، وفي 230 قبل الميلاد جفت القناة ولكن تم تزويدها من قبل قناة جديدة لملئها بالمياه من النيل إلى الفيوم، مجرى الممر المائي بأكمله يزيد عن 300 كم من قنوات الحديثة التي تاخذ المياه من اسيوط إلى ديروط. ثم تمتد قنات النيل القديمة على طول نهر النيل لمسافة أكثر من 150كم إلى الاهون، ثم القناة المصرية القديمة تحمل المياه إلى منخفض الفيوم.
في سورينام "سورينام"، أول تدفق كوبينيم وثاني تدفق في نيكيري.
من الجانب السويدي هنالك نهر تورني لديه توزيعا يسمى نهر تاريندو والذي في المتوسط ينقل 57% من مياه نهر تورن.